# Edgars Creek
Edgars Creek är ett vattendrag i Australien. Det ligger i delstaten Victoria, nära delstatshuvudstaden Melbourne.
Runt Edgars Creek är det i huvudsak tätbebyggt. Runt Edgars Creek är det mycket tätbefolkat, med 2 103 invånare per kvadratkilometer. Genomsnittlig årsnederbörd är 1 244 millimeter. Den regnigaste månaden är juli, med i genomsnitt 140 mm nederbörd, och den torraste är januari, med 49 mm nederbörd.